# تپه شاه آرام جنوبی
تپه شاه آرام جنوبی در شهرستان گرگان، بخش مرکزی، روستای گناره واقع شده و این اثر در تاریخ ۱۰ بهمن ۱۳۸۳ با شمارهٔ ثبت ۱۱۲۹۰ به‌عنوان یکی از آثار ملی ایران به ثبت رسیده است.